# Trichorhina boneti
Trichorhina boneti is een pissebed uit de familie Platyarthridae. De wetenschappelijke naam van de soort is voor het eerst geldig gepubliceerd in 1956 door Rioja.